# Lepidepecreella tridactyla
Lepidepecreella tridactyla is een vlokreeftensoort uit de familie van de Lepidepecreellidae. De wetenschappelijke naam van de soort is voor het eerst geldig gepubliceerd in 1972 door Bellan-Santini.